# 好萊塢羅斯福酒店

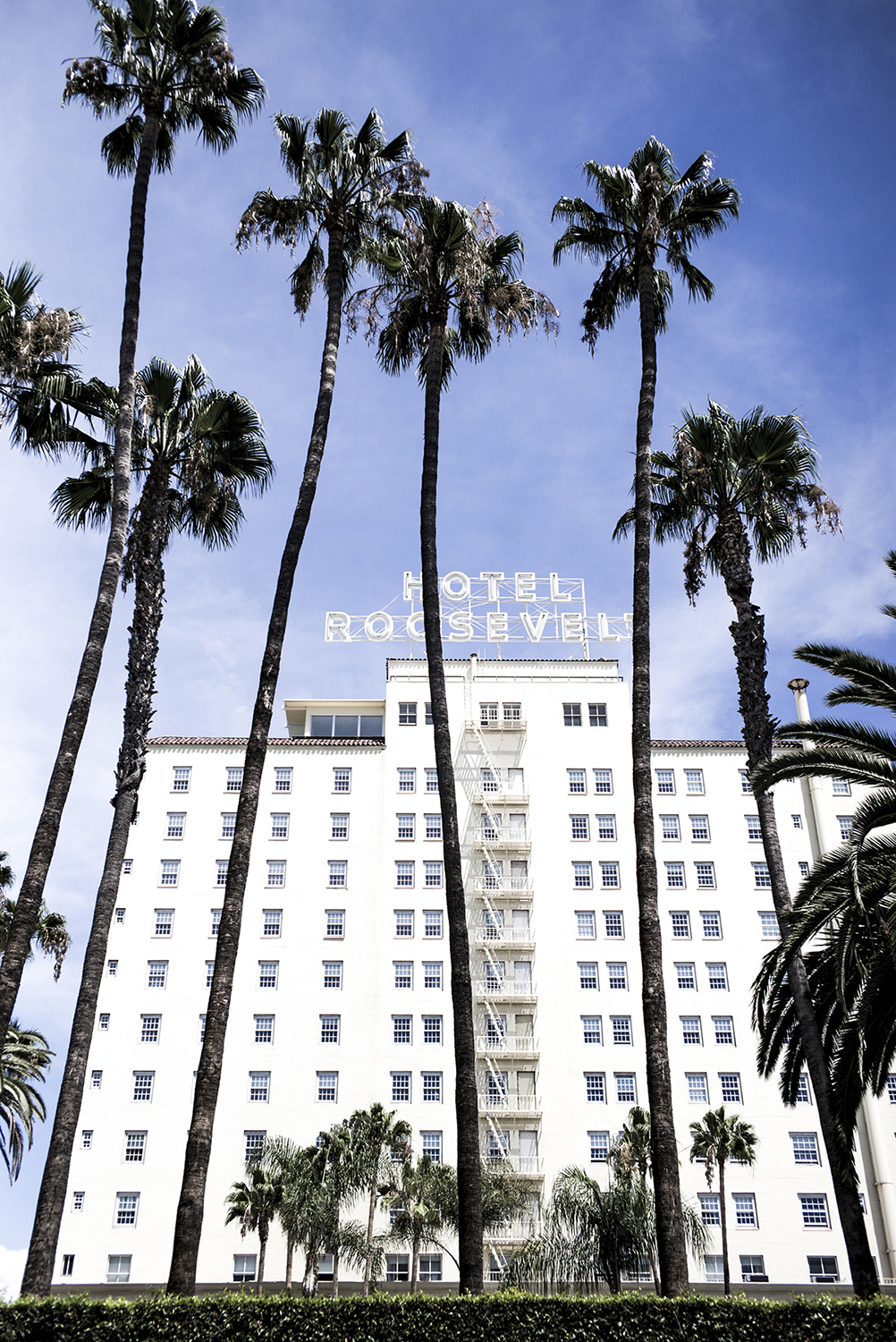
好萊塢羅斯福酒店

好莱坞罗斯福酒店（Hollywood Roosevelt Hotel）又稱罗斯福酒店（Hotel Roosevelt ），是一家位于美國加利福尼亚州洛杉矶好莱坞好莱坞大道7000号的酒店。

## 历史
好莱坞罗斯福酒店于1926年建成，1927年5月15日對外开放。該酒店以美国第26任总统西奥多·罗斯福的名字命名。 

## 在流行文化中
2013年開始發售的电子游戏俠盜獵車手V中的Vinewood Von Crastenburg酒店就是以好莱坞罗斯福酒店为原型。 